# Rambutan
Rambutan (Nephelium lappaceum) er en frugt fra et træ i sæbetræ-familien, der vokser naturligt i Malaysia, Indonesien og andre dele af tropisk Sydøstasien. Frugten ligner og smager meget som lichi, men i modsætning til lichien har rambutanen lange strittende hår på skallen.